# 1640-talet
1640-talet är det sista årtiondet av Trettioåriga kriget, som avslutas genom Westfaliska freden 1648.

## Händelser
- 1641 - Staden Madras i Indien grundas av Brittiska Ostindiska Kompaniet.
- 1642 - Bibeln utges i sin helhet på finska.
- 1642 - Slaget vid Leipzig
- 1642 - Engelska inbördeskriget bryter ut
- 1644 - Drottning Kristina blir myndig och regerande svensk drottning. Hon kröns dock först vid riksdagen 1650.
- 1648 - slaget vid Prag
- 1649 - Karl I av England avrättas

## Födda
- 1643 - Isaac Newton, engelsk vetenskapsman.

## Avlidna
- 1642 - Galileo Galilei,italiensk vetenskapsman.